# Kościół Trójcy Przenajświętszej w Czerwinie
Kościół Trójcy Przenajświętszej – rzymskokatolicki kościół parafialny należący do dekanatu Rzekuń diecezji łomżyńskiej.
Jest to świątynia wzniesiona w stylu barokowym w latach 1774-77. Kościół został zbudowany na planie krzyża łacińskiego, na przecięciu naw znajduje się kopuła.
Świątynia została ufundowana przez Celińskich – ówczesnych właścicieli Czerwina. Nakryte sklepieniem krzyżowym wnętrze zachowało oryginalny wystrój w stylu barokowym. Umieszczony jest w nim marmurowy nagrobek Jakuba Grodzickiego (właściciela Czerwina), który został wyrzeźbiony około 1609 roku i pochodzi z wcześniejszej budowli. W latach 1995 – 2000 został wykonany remont kościoła obejmujący wieże, dach, instalację elektryczną, organy oraz elewację
zewnętrzną.